# Abeja obrera

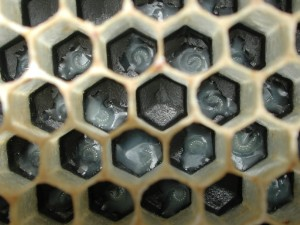
Larvas de abejas, alimentadas durante tres días con jalea real.

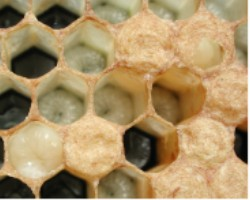
Larvas de obreras operculadas, después del noveno día.

Las abejas obreras (término de uso más frecuente así, en plural, que en singular) son las abejas hembras infértiles. Una colmena tiene habitualmente de treinta mil (una cámara de cría) a ochenta mil (cuando tiene varias alzas melaria) individuos, de los cuales casi su totalidad son obreras. Las obreras son hembras más pequeñas que la reina y sus aparatos reproductores se encuentran atrofiados (no son funcionales); sólo en algunos casos de orfandad, las obreras ponen huevos (que no están fecundados) de los que saldrán zánganos de tamaño más pequeño que los puestos por la reina.
Desde la puesta del huevo fecundado, una obrera tardará en nacer veintiún días. Los huevos permanecen durante tres días, a continuación eclosionan y surge la larva ápoda y ciega que será alimentada con jalea real durante tres días consecutivos. A partir del tercer día, las larvas se alimentan con una mezcla de polen y miel (pan de abeja) durante otros tres días más, y después se opercula la celdilla para que sufran la metamorfosis. La abeja cuando nace, es peluda, blancuzca, torpe e inofensiva.
Los insectos en su fase adulta tienen una vida corta, que se limita a una determinada época del año, generalmente a la primavera y el verano; viven sesenta y cinco días de promedio. En otoño e invierno las obreras viven de noventa a ciento veinte días. Podemos decir que la vida media de las abejas obreras en general es de ciento cinco días.
Las abejas, en cambio, tienen una mayor longevidad que otros insectos; la duración de su vida depende de factores como el sexo y la actividad desempeñada.
A lo largo de su vida, las obreras realizan distintas tareas según su edad; hasta los veintiún días no salen de la colmena (obreras de interior) y realizan diferentes funciones:
- Limpiadoras: se encargan de mantener limpios los panales de cera y toda la colmena.
- Nodrizas: comienzan a desarrollar sus glándulas hipo faríngeas productoras de jalea real.
- Cereras: desarrollan las glándulas cereras y construyen los panales de cera.
- Almacenadoras: son las que reciben el alimento de las pecoreadoras y los colocan en los panales.
- Guardianas: cuidan en la piquera que no ingresen abejas de otras colmenas ni avispas.
- Ventiladoras: generan una corriente de aire a fin de deshidratar el néctar.

A los veintiún días se les atrofian las glándulas cereras por lo que ya salen de la colmena (obreras de exterior) y se denominan pecoreadoras y recolectan néctar, polen, propóleo y agua.
Estas secuencias no son seguidas por todas las abejas, así como las hay que llegan a pecoreadoras sin haber realizado las actividades anteriores. Algunas, parecen madurar prematuramente, al igual que otras pueden, en determinadas condiciones, rejuvenecer.[cita requerida]
Las obreras tienen varias características específicas; su tamaño es más pequeño que el de los demás componentes de la colmena y su abdomen también es más corto. Además poseen un aparato bucal muy desarrollado con una lengua muy larga que les permite obtener el néctar que almacenan en el buche melario para transportarlo a la colmena. Tienen una visión muy desarrollada ya que la necesitan para la recolección, localización, etc.
En las patas posteriores, poseen una modificación denominada corbícula (cestilla) que les permite transportar el polen y el propóleo (resina de las plantas). Poseen un cepillo de pelos donde quedan recogidos los granos de polen, cuando este cepillo esta lleno, pasan el polen a los cestillas y lo transportan a la colmena.

## Glándulas y órganos de las obreras
Una característica muy importante de las obreras es que son la única casta de la colmena que poseen en su abdomen cuatro pares de glándulas cereras, encargadas de producir la cera que se utiliza en la elaboración y arreglo de las celdillas de los panales.
En su abdomen, también poseen glándulas de Nasonov o glándulas de Nasanov (en la parte posterior del séptimo terguito del abdomen formando una banda), encargadas de producir el olor característico de la colonia. Se puede ver a las abejas en la piquera con la glándula de Nasonov desplegada, llamando a las otras para que ingresen a ella. Este comportamiento es muy característico; elevan el abdomen, por sobre el tórax y la cabeza. De esta manera llaman y orientan a las otras obreras cuando la colonia está revuelta reconociéndose con las de la misma colonia.
Las glándulas hipofaríngeas están presentes en la parte superior delantera de la cabeza y en el tórax, son las encargadas de producir la jalea real que es el alimento de las crías en sus primeros tres días, y el de la abeja reina durante toda su vida.
El ovipositor atrofiado se ha convertido en un aguijón que utilizan como aparato defensivo. Este tiene forma arponeada y ganchuda por lo que tras clavarlo, y a no ser que pique en un cuerpo adiposo como por ejemplo el de otro insecto, la obrera muere ya que debido a su forma, el aguijón queda atrapado y desgarra parte del abdomen de la obrera. Al final del aguijón se puede ver una bolsita blanquecina (vesícula del veneno) encargada de introducir el veneno de abeja (apitoxina) mediante movimientos contráctiles. El aguijón se debe quitar raspando con un objeto afilado (navaja) ya que si lo hacemos con los dedos, introduciremos todo el veneno al apretarlo.
La obrera presenta en su tórax el estómago de la miel o buche melario donde ingresa el néctar succionado que luego se transforma en miel después de ser elaborado en la colmena.
En el tercer par de patas hay una adaptación especial denominada cestilla o corbícula que es donde la abeja por medio de peines raspadores, aglutina los granos de polen, que transporta a su colonia o colmena.

## Regla de Farrar
La regla de Farrar, conocida por los apicultores hace muchos años, dice que cuanto más aumenta la población de una colmena mayor es la producción individual de cada abeja. Esto equivale a decir que aumenta la productividad y se conoce como un principio de sinergia. Esto se debe a que a medida que aumenta el número de abejas de una colmena, también aumenta la proporción de pecoreadoras.

## Comunicación de las obreras
La comunicación entre las obreras pecoreadoras se lleva a cabo mediante el comportamiento se denomina danza de la abeja. Mediante este baile, las pecoreadoras que encontraron una fuente de alimento le comunican al resto la dirección y distancia de la fuente con respecto a la colmena que pertenecen.
Cabe destacar que cuando emprenden el viaje desde la colmena hacia la fuente "cargan alimento" proporcional a la distancia a recorrer, a fin de economizar y a su vez tener capacidad de carga a su regreso, es por eso, que si algún agente externo o atmosférico la desvía de su destino, la abeja no cuenta con autonomía suficiente. y salvo que encuentre alimento necesario en su camino, no es capaz de regresar a la colmena y muere.

## Alimentación
Las larvas de abejas pueden ser utilizadas en alimentación humana; en la gastronomía de Japón están presentes, donde las llaman hachinoko, aunque no son un plato habitual. En países con más tradición en la cocina de insectos es común su consumo.

## Ciclo de la obrera
| Tipo   | Huevo  | Larva  | Operculado | Pupa    | Período desarrollo | Fertilidad |
| ------ | ------ | ------ | ---------- | ------- | ------------------ | ---------- |
| Obrera | 3 días | 6 días | 9 días     | 12 días | 21 días            | no tiene   |